# Beaconsfield Film Studios

## Historique

### Beaconsfield Studios
Les studios sont construits en 1921 par George Clark (en), qui désire s'éloigner du smog londonien. Il fonctionne jusqu'en 1924, et a une période creuse jusqu'à la mise en place des quotas en 1928. La British Lion Film Corporation, présidée par Edgar Wallace, rachète les studios.
Entre 1929 et 1939, passent entre ses murs notamment John Gielgud, Ray Milland, David Lean, Carol Reed et George Bernard Shaw. En 1939, une crise de distribution frappe l'industrie cinématographique et les studios sont réquisitionnés pour y fabriquer des pièces de moteur d'avion.
En 1946, Alexander Korda rachète British Lion mais vend la propriété des bâtiments au King's College de l'Université de Cambridge. La Crown Film Unit (en), qui dépend du Ministère de l'Information, y emménage. De nombreux films et documentaires sont alors produits par des réalisateurs comme John Grierson, Humphrey Jennings et Lotte Reiniger. La Crown Film Unit est dissoute en 1951, mais le Groupe 3, dirigé par Michael Balcon, s'y installe en 1953 avec pour mission d'encourager les nouveaux talents britanniques. Ils y restent jusqu'en 1955.
Le producteur Peter Rogers (en) reprend Beaconsfield 1956, avant de déménager à Pinewood pour lancer la série Carry On. La télévision commence à utiliser Beaconsfield lorsque Screen Gems loue les locaux en 1957 et 1958 pour tourner Ivanhoé, avec Roger Moore. Plusieurs artistes indépendants utilisent également les studios pour des films comme Les Yeux du témoin de J. Lee Thompson, L'Enquête de l'inspecteur Morgan' de Joseph Losey, Norman dans la marine de Robert Asher, Le Prisonnier récalcitrant de Ken Annakin... en utilisant Independent Artists comme société de production.
En 1963, une nouvelle crise frappe le cinéma, et en 1966 les studios sont loués par le North Thames Gas Board, qui les utilise comme entrepôt.

### National Film and Television School
En 1971, la NFTS achète la franchise du Kings College avec l'aide de la Rank Organisation, ce qui en fait la seule école de cinéma britannique disposant de ses propres studios et installations de cinéma et de télévision. Beaconsfield Studios comprend actuellement des plateaux de cinéma et de télévision, des studios d'animation, des salles de montage, des installations de postproduction sonore, un studio d'enregistrement musical et un théâtre de doublage.